# Parco seminazionale di Kitakyūshū
Il parco seminazionale di Kitakyūshū (北九州国定公園?, Kitakyūshū Kokutei Kōen) è un parco seminazionale situato nella prefettura di Fukuoka, in Giappone. Fu fondato il 16 ottobre 1972 e ha una superficie di 82,49 km2.
Il monte Sarakura si trova all'interno del parco.